# Karl I. (Valois)

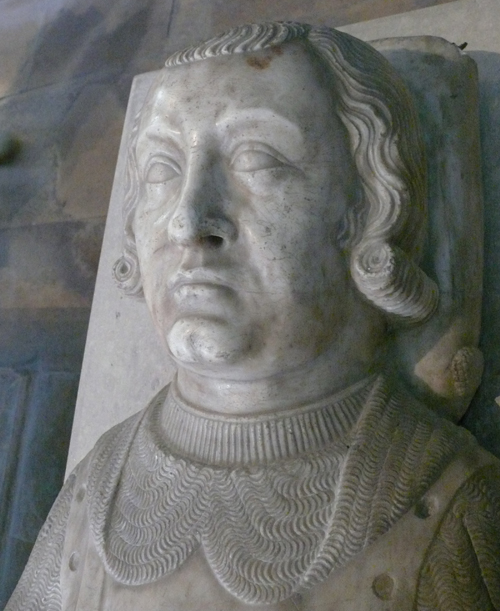
Grabmal Karls von Valois in der Basilika Saint-Denis

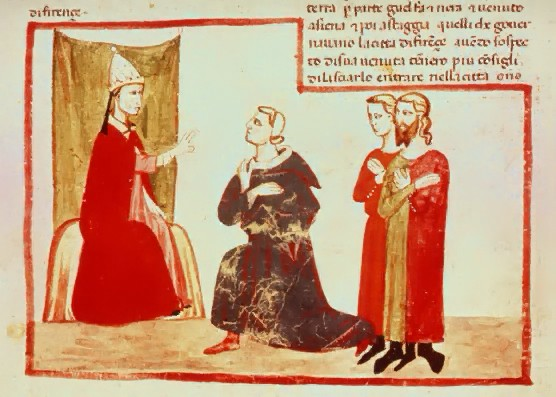
Karl vor Papst Bonifatius VIII.

Karl I. von Valois (* 12. März 1270 wohl im Schloss Vincennes; † 5. oder 16. Dezember 1325 in Nogent-le-Roi) war der vierte Sohn, der zweite erwachsen gewordene, des Königs Philipp III. des Kühnen von Frankreich und der Isabella von Aragon. Karl war der jüngere Bruder des Königs Philipp IV. des Schönen. Aufgrund der fehlenden Nachkommenschaft unter den Söhnen Philipps IV. wurde er der Stammvater der Dynastie Valois.

## Titel
- 1284–1295 Titularkönig von Aragon und Valencia, Graf von Barcelona
- 1285 Graf von Valois
- 1290 Graf von Anjou und Maine (als Karl III.)
- 1293 Graf von Alençon, Graf von Chartres, Graf von Perche
- 1297 Pair von Frankreich
- Anagni, September 1301 päpstlicher Vikar von Italien und Statthalter der Romagna
- 1302–1308 lateinischer Titularkaiser von Konstantinopel

## Biographie

Wappen des Hauses Valois

Mittelmäßig intelligent, überdurchschnittlich ehrgeizig und leidlich habgierig sammelte Karl von Valois – als jüngerer Sohn ohne ererbten Besitz – Fürstentümer. Als Sohn, Bruder, Schwager, Schwiegersohn von Königen und Königinnen (Frankreichs, Navarras, Englands und Neapels) und – nach seinem Tod – Vater des nächsten französischen Königs und Schwiegervater des deutschen Kaisers, war sein lebenslanges Ziel eine eigene Krone zu erwerben, was ihm jedoch niemals gelang.

### Titularkönig von Aragon
1284 erkannte Papst Martin IV. ihn als König von Aragón – als Sohn der Isabella von Aragon – und damit als Vasall des Heiligens Stuhls an. Damit stand Karl in Konkurrenz zu König Peter III. von Aragon, der seit der Sizilianischen Vesper 1282 ein Gegner Roms und vor allem Karls I. von Anjou war. Sein Vater unternahm, gegen den Rat des Prinzen Philipp des Schönen, 1284 einen Kreuzzug gegen Aragon um dieses Königreich für seinen Sohn und den französischen Einfluss zu gewinnen, erreichte aber 1285 nur die Krönung Karls mit einem Kardinalshut, der so der Lächerlichkeit preisgegeben wurde und ihm den Spottnamen eines Königs des Hutes eintrug. Karl wagte niemals das Zepter, das er sich für diese Gelegenheit hatte anfertigen lassen, zu benutzen. Der Kreuzzug endete in einem militärischen Desaster, König Philipp III. starb und der neue König Philipp IV. beendete sofort den Feldzug.
Karl musste die Krone Aragons aufgeben und erhielt 1290 als Trost die Hand seiner Cousine Margarete von Anjou, die ihm die Grafschaften Anjou und Maine in die Ehe brachte.

### Feldherr
Karls größte Fähigkeit war die eines Kriegsherren. Im Krieg Frankreichs gegen England und Flandern befehligte er erfolgreich einen Feldzug in der Gascogne und anschließend in Flandern, woraus sein königlicher Bruder ein wenig voreilig schloss, dass Karl auch einen Feldzug in Italien führen könne, um dort den gegen Aragon in Bedrängnis geratenen Vettern aus dem Königreich Neapel Hilfe zu leisten. Mit dem heimlichen Einverständnis des Papstes ging Karl an die Rettung seines Schwiegervaters Karl II. von Neapel. Er wurde zum päpstlichen Vikar für Italien ernannt und verlor sich in den Wirren der italienischen Politik, kompromittierte sich durch ein Massaker in Florenz und in finanziellen Erpressungen, landete auf Sizilien, wo er seinen Ruf als Plünderer festigte und kehrte – völlig in Verruf geraten – 1301/1302 nach Frankreich zurück. Allerdings förderte dieses Engagement auch den Frieden von Caltabellotta (1302), der den Krieg zwischen Neapel und Sizilien beendete.

### Titularkaiser von Konstantinopel
Nachdem Karl erneut erfolgreich in Flandern kämpfte, träumte er nun von der Kaiserkrone von Konstantinopel. Er hatte 1301 Catherine de Courtenay geheiratet, die als Enkelin und Erbin des letzten lateinischen Kaisers von Konstantinopel, Balduin II. von Courtenay, Titularkaiserin von Konstantinopel war.
Karl schloss 1306 ein Abkommen mit Venedig und gewann auch den Fürsten der Serben als Verbündeten. Papst Clemens V. belegte den byzantinischen Kaiser Andronikos II. Palaiologos mit dem Bann und gab damit sein Einverständnis zur Eroberung Konstantinopels. Weiterhin gewann Karl die byzantinischen Statthalter von Thessaloniki und Sardes und vor allem die Katalanische Kompanie für seine Sache. Im Jahr 1308 landete Karls Bevollmächtigter, Thibaud de Cepoy, mit elf venezianischen Schiffen auf Euböa und nahm die Insel erfolgreich für seinen Herren in Besitz. Doch es entwickelte sich nicht wie geplant, denn die Katalanische Kompanie zog zuerst nach Thessalien und schließlich in das lateinische Herzogtum Athen, wo die Söldner 1311 den Herzog Walter von Brienne am Cephissus vernichtend schlugen und sich so zu den neuen Herren Athens aufschwangen. An einer Eroberung Konstantinopels zeigten die Katalanen kein Interesse mehr, womit Karls Bestrebungen der Boden entzogen war. 1307 oder 1308 war Catherine de Courtenay gestorben und der Rechtstitel ging auf ihre gemeinsame Tochter Katharina über, die 1313 mit Philipp von Tarent verheiratet wurde.

### Kandidat für die römisch-deutsche Krone, Regent in Frankreich und Heerführer in Aquitanien
Karl nahm noch einmal den Versuch nach einer Krone zu greifen auf, als der römisch-deutsche König Albrecht I. 1308 ermordet wurde. Karl stellte sich der nun folgenden Wahl zur Kandidatur, ermutigt von seinem Bruder Philipp dem Schönen. Die Kandidatur scheiterte jedoch an der Ablehnung der deutschen Fürsten und des Papstes, gewählt wurde Heinrich VII. aus dem Hause Luxemburg.
Karl und sein älterer Bruder brachten sich ein Leben lang als einzige leibliche Vollbrüder eine enge gegenseitige Zuneigung entgegen, da beide unter der Wiederverheiratung ihres Vaters mit Maria von Brabant gelitten hatten. Karl konnte jedoch nie einen größeren Profit daraus schlagen, da sich Philipp des geringen Talentes seines Bruders bewusst war, welches nicht an die Verantwortungen heranreichte, mit denen er als königlicher Prinz überhäuft wurde. Es war Karl von Valois, der 1311 die königliche Gesandtschaft bei der Zusammenkunft in Tournai mit den Flamen leitete und sich dabei mit dem königlichen Rat Enguerrand de Marigny zerstritt, der ihn offen in den Schatten stellte. Der Bruder des Königs verzieh diesen Affront nicht und blieb der erbittertste Feind Marignys auch nach dem Tod des Königs.
Während der Herrschaft seines Neffen, König Ludwig X. des Zänkers (1314–1316), war Karl schließlich der einflussreichste Ratgeber des Königs und befand sich auf dem Höhepunkt seiner Karriere. Kurz vor seinem Tod 1316 bestimmte der König ihn sogar zum Kopf des Regentschaftsrates für den verwaisten Thron und ließ Karl so die Hoffnung auch weiterhin eine wichtige politische Rolle zu spielen. Doch der Bruder des Königs, Graf Philipp von Poitou, zog im Juli 1316 in Paris ein und wurde von den Pairs umgehend als neuer Regent Frankreichs anerkannt. Philipp wurde noch im selben Jahr als Philipp V. selber König. Beim Tod Philipps, am 3. Januar 1322, dachte niemand mehr an den Grafen von Valois, stattdessen wurde sein Neffe Karl als Karl IV. der nächste König Frankreichs.
Im Mai 1324 vermählte er seine jüngste, siebenjährige Tochter Blanca Margarete, sie stammte aus dritte Ehe, mit dem achtjährigen böhmischen Kronprinzen Karl, dem nachmaligen römisch-deutschen König und Kaiser Karl IV., der seit Dezember 1323 am Hof des Königs von Frankreich lebte und zunächst von seiner Tante Maria, jüngere Schwester Johanns von Böhmen, erzogen werden sollte.
Ab dem Spätsommer 1324 kommandierte er während des Kriegs von Saint-Sardos mit Erfolg eine Armee des neuen Königs, Karl IV. des Schönen, in der Guyenne gegen den König von England. Als Ergebnis dieses Krieges kam der vierzehnjährige englische Kronprinz Edward nach Paris, wo er einige Wochen verblieb, und nahm die umkämpfte Provinz als Lehen vom französischen König. Wie schon nach dem Feldzug 1294 – 1298 war der Status quo wiederhergestellt und das englische Königshaus Plantagenêt blieb hinsichtlich seiner kontinentalen Besitzungen weiterhin Lehnsmann des Königs von Frankreich.
Karl von Valois starb im Dezember 1325 und wurde in der Kirche Saint-Jacques in Paris bestattet.

## Ehen und Nachkommen
Karl heiratete drei Mal und hatte von seinen drei Ehefrauen 14 Kinder:
Seine erste Ehefrau heiratete er am 16. August 1290 in Corbeil: Margarete von Anjou (* wohl 1273, † 31. Dezember 1299). Sie war eine Tochter des Königs Karl II. von Neapel und wurde ebenfalls in der Kirche Saint-Jacques in Paris begraben. Das Paar hatte sechs Kinder:
- Isabella (* 1292; † 1309)
  - ⚭ Anfang 1297 mit Herzog Johann III. von Bretagne (* 1286; † 1341)
- Philipp (* 1293; † 1350), ab 1328 als Philipp VI. König von Frankreich
- Johanna, genannt auch Jeanne de Valois (* wohl 1294; † 7. März 1352 in der Zisterzienserinnenabtei Fontenelle), als Witwe geistlich in Fontenelle
  - ⚭ 19. Mai 1305 in Chauny mit Graf Wilhelm III. von Hennegau und Holland
- Margarete (* wohl 1295; † Juli 1342)
  - ⚭ nach dem 6. Oktober 1310 mit Guido I. von Châtillon († 1342), Graf von Blois und Dunois
- Karl II. († 26. August 1346 in der Schlacht von Crécy), 1325 Graf von Alençon
- Katharina (* 1299; † klein), begraben in der Abtei von Le Val-de-Séry

Seine zweite Ehefrau heiratete er 1301: Catherine de Courtenay (um 1275–1307/1308), Titularkaiserin von Konstantinopel und Herrin von Courtenay, Blaton etc., Titularmarkgräfin von Namur, Erbtochter von Philipp von Courtenay († 1283), dem Titularkaiser von Konstantinopel, sie wurde ebenfalls in der Kirche Saint-Jacques in Paris begraben. Das Paar hatte vier Kinder:
- Jean, Comte de Chartres (1302–1308);
- Catherine de Valois-Courtenay (1303–1346), verheiratet mit Philipp von Tarent;
- Jeanne (1304–1363), verheiratet mit Robert d’Artois;
- Isabelle (1306–1349), seit 1342 Äbtissin von Fontevrault.

Seine dritte Ehefrau heiratete er im Juni 1308 in Poitiers: Mathilde von Châtillon (* wohl 1293; † 3. Oktober 1358), Tochter des Guido III. von Châtillon, Graf von Saint-Pol, sie wurde im Kloster der Cordeliers in Paris begraben. Karl und Mathilde hatten ebenfalls vier Kinder:
- Maria, (* wohl 1309; † 6. Dezember 1328)
  - ⚭ 11. Januar 1324 per procurationem, persönlich zwischen wohl dem 22. Januar und Mai 1324 mit Herzog Karl von Kalabrien (* 1298; † 9. November 1328)
- Isabella (* wohl 1313; † 26. Juli 1383 in Paris), geistlich im Couvent des Cordelières in Saint-Marcel bei Paris, dort auch begraben
  - ⚭ 25. Januar 1337 mit Herzog Peter I. von Bourbon († gefallen 1356 in der Schlacht bei Maupertuis)
- Blanka (Margarete) (* 1317; † 1. August 1348, begraben in Prag)
  - ⚭ 8. Mai 1329 in Prag mit Karl IV. von Luxemburg (* 1316; † 1378), 1346 Römischer König und König von Böhmen, 1355 Kaiser
- Ludwig (* 1318; † 2. November 1328, begraben in der Minoritenkirche in Paris), Graf von Chartres